# Portugal na Dječjoj pjesmi Eurovizije
Portugal se na Dječjoj pjesmi Eurovizije pojavio prvi put 2006. godine.

## Predstavnici
- 2006.: Pedro Madeira | Deixa-Me Sentir (pusti me da osjetim) | 14. mjesto (22 boda)
- 2007.: Jorge Leiria | Só quero é centar | 16. (15 bodova)